# Bitwa pod Araguą
Bitwa pod Aragua de Barcelona – jedna z bitew w czasie  wojen o niepodległość Wenezueli stoczona 17 sierpnia 1814 roku pomiędzy siłami Drugiej Republiki Wenezueli a Cesarstwem Hiszpanii.
Po zwycięstwie sił rojalistycznych  José Bovesa w drugiej bitwie pod La Puertą, patrioci dowodzeni przez Simóna Bolívara wraz z większością ludności miasta, obawiającej się hiszpańskiego odwetu, 6 lipca opuścili Caracas. Rozpoczęła się ewakuację miasta i ucieczka na wschód. Następnego dnia Boves wszedł do miasta i postanowił wysłać swojego zastępcę Francisco Tomása Moralesa w pościg za uciekającymi. 29 lipca uchodźcy przybyli do Barcelony tracąc wielu ludzi w związku z niekorzystnymi warunkami podróży, jak i ciągłymi atakami rojalistów.
Bolivar zdając sobie sprawę z groźby sytuacji, związanej z nadciągającym Moralesem i z wielkimi stratami własnymi, zaczął zbierać zdatnych do walki. Oprócz resztek swojego wojska powołał pod broń uchodźców i mieszkańców miasta, a także tysiąc żołnierzy pułkownika José Francisco Bermúdeza przybyłych z Cumaná. Bolivar proponował bitwę w otwartym polu, gdzie kawaleria mogłaby powstrzymać Moralesa a piechota manewrować. Bermudez wolał pozostać w okopach. Te wzajemne nieporozumienia doprowadziły do katastrofy.
17 sierpnia Morales z kawalerią przeszedł rzekę i natychmiast zaatakował osadę ze wszystkich stron, podczas gdy jego piechota powoli zdobywała pozycje Republikanów. Widząc niemożność dalszej obrony patrioci rzucili się do ucieczki pozostawiając miasto bez obrony. Zginęło wielu republikańskich dowódców, między innymi: Francisco Carvajal i Pedro Salias. Po dwóch godzinach walki klęska była zupełna. Ludność pozostawiona sama sobie została bestialsko zmasakrowana na rozkaz José Bovesa, miasto splądrowane a wielu wziętych do niewoli patriotów ściętych. Pozostali z armii republikańskiej 20 sierpnia przybyli do Cumaná. 